# Relaciones Georgia-Unión Europea
Georgia y la Unión Europea han mantenido relaciones desde hace varios años. Después de haber realizado reformas sustanciales en Georgia, el presidente Míjeil Saakashvili ha expresado su deseo de convertirse en miembro de la Unión Europea como prioridad a largo plazo. Sus vínculos con la UE, los Estados Unidos y la OTAN se han fortalecido después de intentar alejarse de la esfera de influencia rusa y de avanzar en la cooperación con Rusia. Sin embargo, todavía persisten las disputas territoriales entre Osetia del Sur y Abjasia.
Georgia es considerado el país más favorecido del Cáucaso para entrar en la UE, sobre todo después de la Revolución de las Rosas, aunque las disputas territoriales y la corrupción constituyan sus principales problemas. 
A partir de enero de 2021, Georgia empezó a preparar su solicitud formal de ingreso en la UE en 2024. Posteriormente, formalizó su solicitud de ingreso a la UE el 3 de marzo de 2022. Desde entonces es considerado por la UE como un candidato potencial para adherirse a la UE.

## Historia de las relaciones
En Adjara se superó un importante obstáculo para la protección de la integridad territorial de Georgia cuando el líder autoritario Aslan Abashidze fuera forzado a renunciar en mayo de 2004. El alto representante para la Política Exterior y de Seguridad Común, Javier Solana, indicó en febrero de 2007 que la UE podría enviar tropas a Georgia al lado de las fuerzas de Rusia.
En julio de 2006 la Unión Europea se refirió a los acontecimientos recientes en la región de Osetia del Sur y a la Resolución del Parlamento de Georgia sobre Fuerzas de Paz en Zonas de Conflicto, adoptada el 18 de julio de 2006, de la siguiente manera:

La Unión Europea está muy preocupada por la continua tensión existente entre Georgia y Rusia, y los recientes incidentes ocurridos en Osetia del Sur, que no contribuyen a la estabilidad y a la libertad de movimiento. La Unión Europea está preocupada particularmente por el cierre reciente del único cruce reconocido de frontera entre Georgia y la Federación Rusa. La Unión Europea recalca lo importante que es asegurar la libertad de movimiento de bienes y de personas, en particular manteniendo el cruce de frontera de Zemo Larsi abierto.

El 2 de octubre de 2006 se emitió una declaración conjunta sobre el texto acordado del Plan de Acción de Georgia y la Unión Europea dentro de la Política de Vecindad de la Unión Europea. El Plan de Acción fue aprobado formalmente en la sesión del Consejo Cooperación UE-Georgia del 14 de noviembre de 2006 en Bruselas.
Después de la Guerra de Osetia del Sur de 2008 la Unión Europea envió una misión de verificación del cese del fuego a Georgia para verificar la retirada de las Fuerzas Terrestres de Rusia de las "zonas de seguridad" establecidas por Rusia alrededor de Osetia del Sur y Abjasia. La misión empezó el 1 de octubre de 2008 y fue prolongada por la UE en julio de 2009 por un año cuando la UE expresaba su preocupación por que Rusia estuviera impidiendo que otros observadores trabajaran en este lugar (una Resolución del Consejo de Seguridad de Naciones Unidas destinada a extender la Misión de Observación de las Naciones Unidas en Georgia fue vetada por Rusia el 15 de junio de 2009).
El Parlamento Europeo observa que, de acuerdo con el artículo 49 del Tratado con la UE, Georgia, Moldavia y Ucrania, como cualquier otro país europeo, tienen una perspectiva europea y pueden solicitar la adhesión a la UE de acuerdo con los principios de la democracia, - dijo en un Resolución del Parlamento Europeo en Bruselas, adoptada en la última sesión antes de las elecciones al Parlamento Europeo, que tuvo lugar los días 23 de mayo y 25 de mayo de 2014.
Georgia presentó su solicitud de ingreso a la Unión Europea el 3 de marzo de 2022.